# Weltenergiebedarf

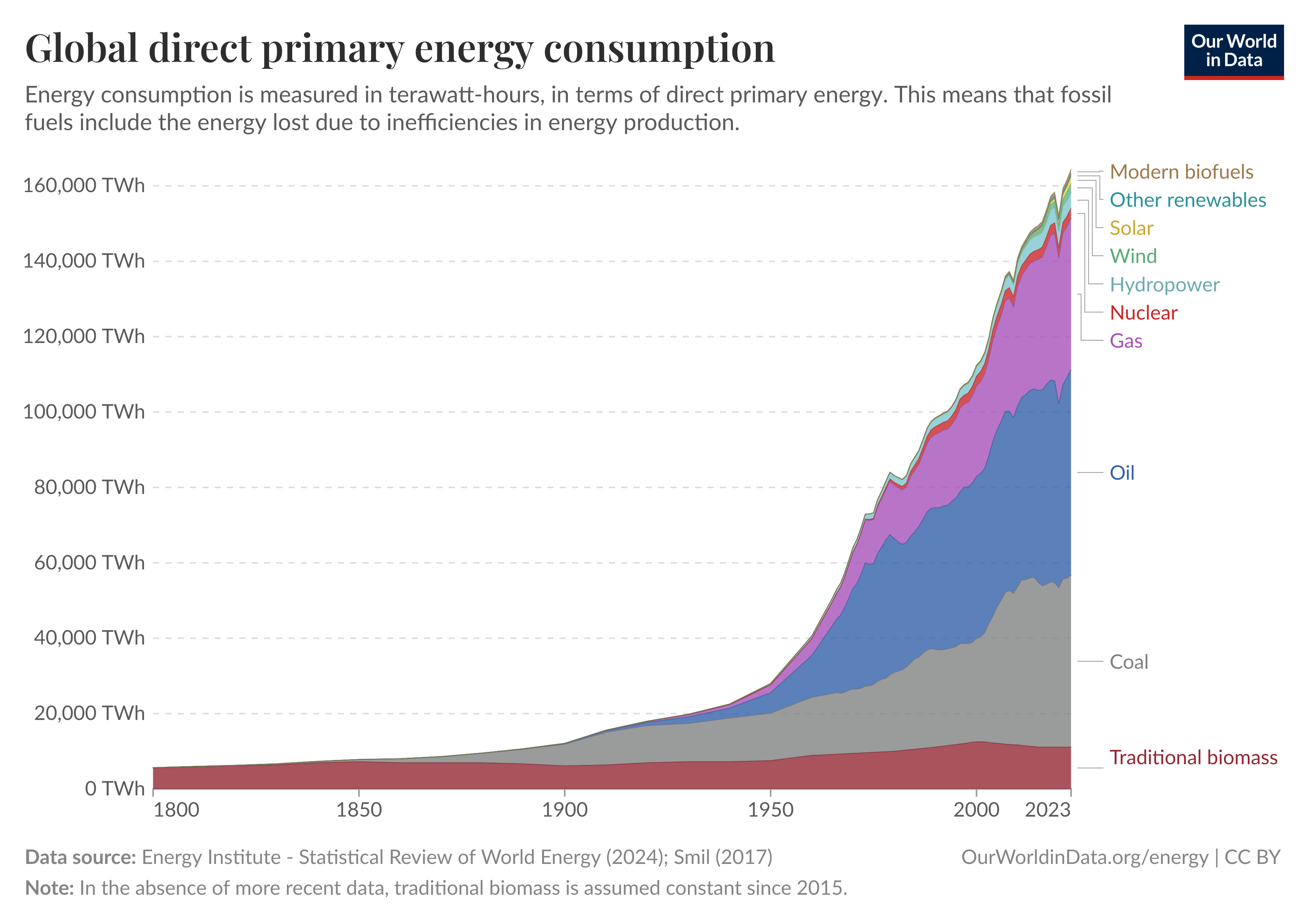
Globaler Primärenergieverbrauch nach Art bis 2023

Der Weltenergiebedarf ist die Menge an Primärenergie, die weltweit von der Menschheit im Jahr benötigt wird, im Sinne von Verbrauch von Energieträgern, der deutlich höher liegt als der daraus gezogene Nutzen. 2023 lag der Weltprimärenergiebedarf bei 619,63 Exajoule (EJ) (entspricht etwa 172,11 Petawattstunden (PWh), 14,780 Gigatonnen Öleinheiten oder eine Stunde Sonneneinstrahlung). Bei der Nutzung dieser Energie wurden ca. 35,13 Mrd. Tonnen Kohlenstoffdioxid freigesetzt. Im Jahr 2010 lag der Weltenergiebedarf bei 505 EJ (etwa 140 PWh).
Deutschland hatte 2023 einen Primärenergiebedarf von 10.735 Petajoule (PJ) (etwa 2.982 Terawattstunden (TWh))., der Bruttostromverbrauch lag bei 525 TWh.
Beim Vergleich von Stromverbrauch und Primärenergieverbrauch muss berücksichtigt werden, dass es sich bei Strom um Endenergie handelt, die aus Primärenergie durch eine unter Umständen verlustreiche Wandlung hervorgeht. Der Weg, den die Primärenergie in einer Volkswirtschaft über Wandlung in Sekundärenergie wie Kraftstoffe und Strom bis zum Endverbrauch nimmt, wird in Energiebilanzen dargestellt.

## Energiebedarf nach Sektoren
Im Jahr 2019 hatten am weltweiten Gesamtenergieverbrauch Wärme und Kühlung einen Anteil von 51 %, Transport einen Anteil von 32 % und die Stromerzeugung einen Anteil von 17 %. Der Transportsektor teilt sich weiter auf in Straßentransport (74 %), Flugverkehr (12 %), Schifffahrt (9,4 %) und Schiene (2 %).

## Perspektiven
Nach Berechnungen des Ethnologen Marshall Sahlins war der weltweite Energieverbrauch pro Kopf und Jahr bis zum Beginn der industriellen Revolution nahezu konstant geblieben.
Im Jahr 2020 wurden rund 78,5 % des globalen Energiebedarfs durch fossile Energieträger gedeckt. Im Jahr 2009 waren es noch 80,7 %. Die Gründe hierfür sind sowohl technologischer als auch ökonomischer Natur. 
Die Internationale Energieagentur (IEA) ging im Jahr 2023 davon aus, dass die fossilen Energien (Erdöl, Erdgas, Kohle) bis 2030 ihren Höhepunkt des Verbrauchs erreichen werden, aufgrund von mehr erneuerbaren Energien. Weltweit werden Fördermaßnahmen aufgelegt, um erneuerbare Energien zu erschließen (siehe Energiewende nach Ländern). Die Sonne liefert 3.900.000 Exajoule/Jahr an die Erde, also rund das 5.000-fache des Weltprimärenergiebedarfes.